# Hawulti
Hawulti (também conhecido como o Obelisco de Matara) é um obelisco do período pré-axumita localizado em Matara, Eritreia. O monumento é o exemplo mais antigo conhecido do antiga escrita Gueês (também conhecida como Etíope Antigo).

## Descrição
O monumento Hawulti tem 5,5 metros de altura, com um disco e um crescente no topo; Ullendorff acredita que esses símbolos "sem dúvida pretendem colocar a estela sob a proteção dos deuses, provavelmente de Šams, a deusa do sol, e de Sîn, o deus da lua". Esses símbolos pré-cristãos, bem como características paleográficas, como a falta de marcas de vogais na escrita Gueês, convenceram Ullendorff de que o monumento datava no máximo "até a primeira metade do século IV."
Ullendorff traduziu a inscrição da seguinte maneira:
Este é o obelisco feito por

'Agaz ('GZ) em homenagem a seus pais

levou a juventude de 'W'

'LF, bem como a de 'SBL.

Sua tradução difere da de Enno Littmann em vários pontos.  Primeiro, Littmann acreditava que a terceira linha se referia à escavação de canais próximos (sua tradução, Puxou os canais de 'Aw'), apesar da falta de sinais de canais ou valas na área; Ullendorff argumenta que o verbo shb na inscrição deve ser traduzido como "arrastar, capturar". Segundo, Littmann acreditava que os substantivos - 'W', 'LF e SBL - eram nomes de lugares e, com base em discussões com informantes locais, Ullendorff os identificou como comunidades próximas: o nome anterior de Baraknaha, o local de uma igreja do século XII a 17 quilômetros de Matara,  era chamado subli ('SBL) e o monastério ortodoxo de Gunda Gunde, a 22 quilômetros de Matara, era conhecido  Aw'a' ilfi ('W' 'LF).

## História moderna
Quando Littmann, líder da Expedição Alemã-Axum, encontrou o Hawulti, este já se encontrava quebrado ao meio. O governo colonial italiano mandou consertar o monumento quebrado ligando-o com duas barras de ferro colocando-o em pé no lugar que pensava ser sua localização adequada, mas sua localização original exata não é conhecida com certeza.
O Hawulti foi novamente derrubado e danificado pelas tropas etíopes na curta ocupação do sul da Eritreia durante a Guerra Eritreia-Etíope. Desde então, foi consertado pelo Museu Nacional da Eritreia. 

## Galeria
- O Sol e o Crescente
- Inscrições em Tigrino
- Desenho de Enno Littman (Expedição Alemã-Axum 1913)